# روبرت مولکا
روبرت کارل لودویگ مولکا (۱۲ آوریل ۱۸۹۵–۲۶ آوریل ۱۹۶۹) یک افسر اس‌اس آلمان نازی با رتبه اس‌اس-هاوپت‌اشتورمفورر بود. او جانشین فرمانده در اردوگاه کار اجباری آشویتس، اس‌اس-اوبراشتورمبانفورر رودولف هوس بود، و به عنوان فرمانده دوم اردوگاه تلقی می‌شد.

## نقش در آشویتس
پس از نام‌نویسی در سپتامبر ۱۹۳۹، مولکا در سال ۱۹۴۰ به عنوان عضو شماره ۷۸۴۸۰۸۵ به حزب نازی پیوست. او که نمی‌خواست به عنوان یک سرباز معمولی آغاز به کار کند و می‌خواست در درجه‌های بالاتر پیشرفت کند، درخواست کرد که به عنوان یک افسر مأمور خدمت کند و با موفقیت به عنوان یک اس‌اس-اوبراشتورمفورر به وافن اس‌اس پیوست. او به مدت کوتاهی به عنوان فرمانده واحد تعمیرات مهندسی مشغول به کار شد، اما به دلیل بیماری تنها در پادگان‌های موجود در خاک آلمان قابلیت استخدام داشت. در نتیجه، او در اوایل سال ۱۹۴۲ به آشویتس فرستاده شد. [۲] پس از چند هفته فرماندهی برج‌های دیده‌بانی، جانشین فرمانده اردوگاه بیمار شد و بدین ترتیب مولکا رئیس ستاد دفتر فرمانده در اردوگاه کار اجباری آشویتس-برکناو شد.
دوران فعالیت مولکا به عنوان جانشین هوس در ۱ ژوئیه ۱۹۴۲ آغاز شد و در ۳۰ مارس ۱۹۴۳ به دلیل آن که به پایان رسید که هیلده‌گارد بیشهوف، همسر اس‌اس-اشتورمبانفورر کارل بیشهوف (معمار اتاق‌های گاز و کوره‌های آدم‌سوزی) ادعا کرد که او به یوزف گوبلز توهین کرده‌است. او برای مدت کوتاهی دستگیر شد، اما روند رسیدگی متوقف شد. به هر روی، او موقعیت خود را به عنوان اس‌اس-هاوپت‌اشتورمفورر از دست داد و به اس‌اس-اوبراشتورمفورر تنزل یافت.
مولکا بعدها در اواسط سال ۱۹۴۳ در جریان بمباران شهر به هامبورگ بازگشت. او سپس تحت فرماندهی رهبر اس‌اس و پلیس کار کرد. در اوایل سال ۱۹۴۴، او به آموزشگاهی مهندسی برای نیروهای اس‌اس در نزدیکی پراگ فرستاده شد، اما پس از حدود یک سال بیماری، وی ناچار به بازگشت به هامبورگ شد و تا پایان جنگ در آنجا ماند.

## پس از جنگ: دادگاهی
مولکا برای مدت طولانی توانست از دستان بازرسان جنایتکاران جنگی نازی بگریزد. در ۱۹۶۰، یک دادستان که در اداره عمومی دادستانی فرانکفوت کار می‌کرد در هنگام خواندن روزنامه به شکل تصادفی به نام رولف مولکا برخورد؛ پسر جوان روبرت مولکا که در رشته قایق‌رانی در بازی‌های المپیک تابستانی ۱۹۶۰ برنده مدال نقره شده بود. دادستان که پیشتر در ۱۹۵۹ به بررسی سوابق آشویتس پرداخته بود نام خانوادگی مولکا را شناسایی کرد و در نهایت در نوامبر ۱۹۶۰ روبرت مولکا دستگیر شد.
در دادگاه، ملکا به کمک در کشتار ۷۵۰ تن در کمینه چهار رویداد متفاوت متهم، و به ۱۴ سال زندان محکوم شد. در زندان کاسل، او اقدام به خودکشی کرد که ناموفق بود. در ۱۹۶۸، وی به دلیل بیماری از زندان آزاد شد و یک سال بعد، در سن ۷۴ سالگی مرد.